# Joaquim Távora (kommun i Brasilien)
Joaquim Távora är en kommun i Brasilien.   Den ligger i delstaten Paraná, i den södra delen av landet, 900 km söder om huvudstaden Brasília. Antalet invånare är 10 735.
Omgivningarna runt Joaquim Távora är huvudsakligen savann. Runt Joaquim Távora är det glesbefolkat, med 20 invånare per kvadratkilometer.